# Гипноза
『гипноза』（ギプノーザ）は、核P-MODELの2枚目となるスタジオ・アルバム。核P-MODELのアルバムとしては「ビストロン」より9年振りのオリジナル・アルバムとなり、核P-MODELの自主レーベルのケイオスユニオン/TESLAKITEより2013年11月6日に発売された。
なお、「гипноза」とはロシア語で「催眠」と言う意味がある。本作においては前作の「アンチ・ビストロン」と同種の、人々に幻影を見せるナノマシンの名前として登場する。

## 概要
「太陽系亞種音」「ビストロン」の物語の続編として、2011年3月11日の東北地方太平洋沖地震により培養炉の破損したアシュオンにまつわる物語を描いたコンセプト・アルバム。
2010年の「突弦変異」以来、ディストピア的な世界観を抑え、ストリングス音源による弦楽的手法をフィーチャーした作品を発表してきた平沢進であるが、今回の核P-MODEL名義のアルバムでは再びディストピア的な世界観を打ち出し、テクノポップへと回帰している。アルバムには「超世紀型テクノポップ」と示されている。
また、かつてのP-MODELのメンバーだった田中靖美と、平沢がプロデュースしたことのあるPEVO1号がゲスト参加している。特に田中は、P-MODELの脱退以降は音楽活動から離れていたが、今回のアルバムで30年ぶりに平沢と共演することになった。
2012年にイケベ楽器から贈呈されたギター「EVO」が本作で初めてレコーディングに使用された。

## 収録曲
1. гипноза (Gipnoza)
無料配信曲。
2. それ行け！Halycon - Go for it! Halycon
平沢曰く「核P-MODELがP-MODELのパロディーやってるような感じ」。田中靖美のキーボードソロが入る。ライブ『回＝回』大阪公演では会人のキーボードソロにP-MODELの『美術館で会った人だろ』のイントロが、東京公演では『HEAVEN』『サンシャイン・シティー』のイントロが、追加公演では『ヘルス・エンジェル』のイントロが挿入された。
3. 排時光 - Time-eliminating Light
平沢とPEVO1号のツインギターソロが入る。左チャンネルが平沢で右チャンネルがPEVO1号。
4. 白く巨大で - White and Huge
ショップメカノ開店10周年記念コンピレーションCD『築10年』に別アレンジ『白く巨大でt0t1』が収録された。こちらは突弦変異収録曲のようにストリングスアレンジとなっている。
5. Dμ34＝不死 - Dμ34＝Immortality
6. Dr.древние (Dr.Drevniye)
7. Parallel Kozak
二重展望シリーズの流れを汲む作品であり、開発コードは「平行展望」であった。出発点の異なる同じフレーズの重なりが様々に展開するギミックが入っている。
8. Alarm
9. 109号区の氾濫 - The Flood of District 109
10. Timelineの東 - East of Timeline

## 参加ミュージシャン
- 平沢進 - ボーカル、ギター、プログラミング
- 田中靖美 - キーボード（#2）
- PEVO1号 - ギター（#3）